# Volcans de Ruanda
Aquests són els volcans de Ruanda tant actius com extingits.
| Nom       | Alçada       | Localització (Coord.)                         | Darrera erupció |
| --------- | ------------ | --------------------------------------------- | --------------- |
| Karisimbi | 4.507 metres | 1° 30′ S, 29° 27′ E / 1.50°S,29.45°E          | Holocè          |
| Muhabura  | 4.127 metres | 1° 23′ S, 29° 40′ E / 1.38°S,29.67°E          | Holocè          |
| Visoke    | 3.711 metres | 1° 28′ 12″ S, 29° 29′ 31″ E / 1.47°S,29.492°E | Holocè          |